# Kirill Garrijewitsch Petrenko

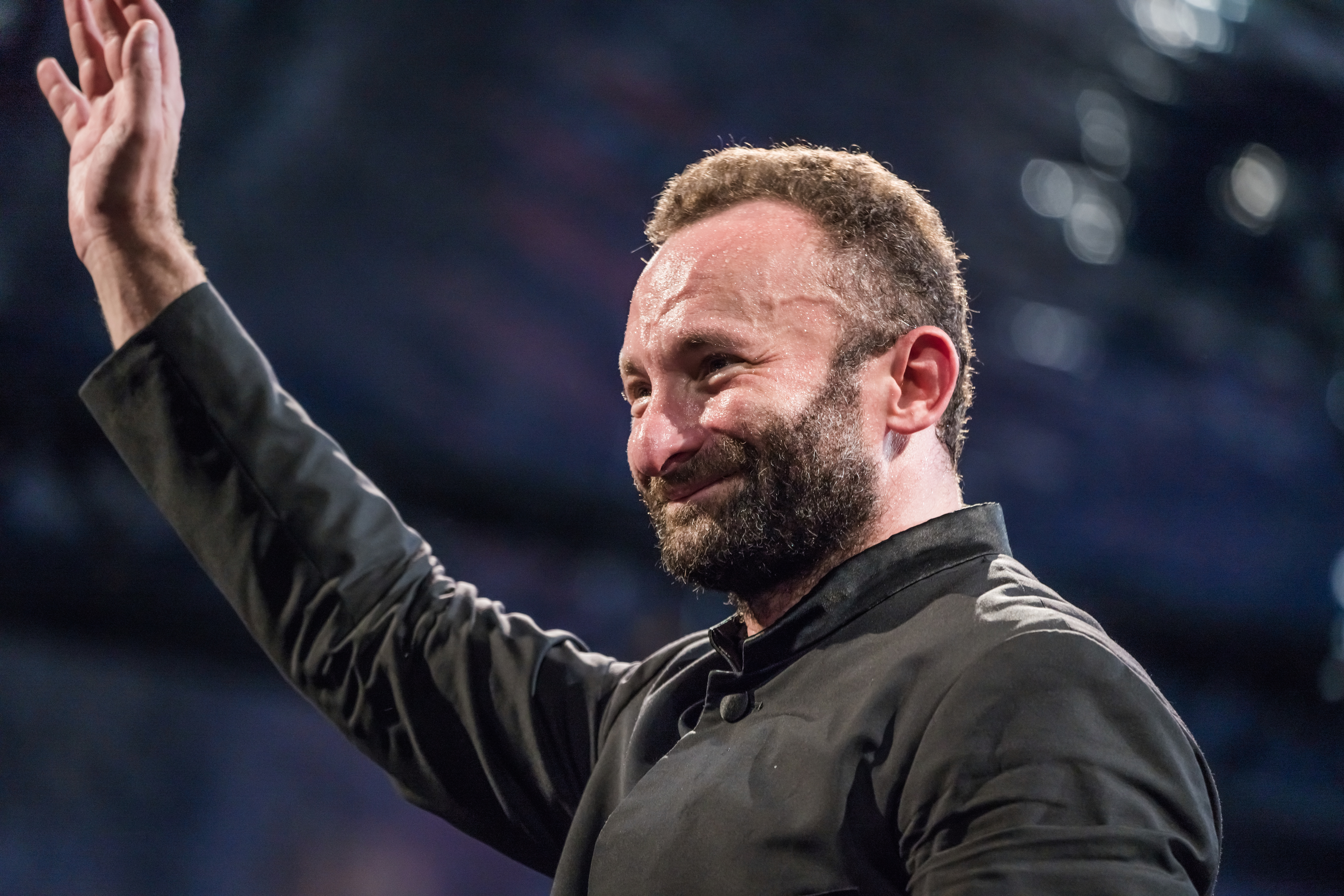
Kirill Petrenko, 2019

Kirill Garrijewitsch Petrenko (russisch Кирилл Гарриевич Петренко, wissenschaftliche Transliteration Kirill Garrievič Petrenko; * 11. Februar 1972 in Omsk, Russische SFSR, Sowjetunion) ist ein russisch-österreichischer Dirigent. Von 2013 bis 2020 war er Generalmusikdirektor der Bayerischen Staatsoper, seit 2019 ist er Chefdirigent und künstlerischer Leiter der Berliner Philharmoniker.

## Leben
Petrenko wurde im russischen Omsk als Sohn einer jüdischen Familie geboren. Sein Vater war Geiger und Dirigent, seine Mutter Musikwissenschaftlerin. Als Elfjähriger debütierte er als Pianist in seiner Heimatstadt Omsk mit dem dortigen Sinfonieorchester. Als Achtzehnjähriger zog er mit seiner Familie nach Österreich, wo sein Vater im Symphonieorchester Vorarlberg spielte. Kirill Petrenko ist mittlerweile österreichischer Staatsbürger.
Kirill Petrenko studierte am Landeskonservatorium Vorarlberg in Feldkirch Musik, wo er seine Klavierausbildung mit Auszeichnung abschloss. Später studierte er an der Musikuniversität in Wien, unter anderem bei Uroš Lajovic. Meisterkurse und Assistenzen absolvierte er bei Peter Gülke, Chung Myung-whun, Edward Downes, Péter Eötvös und Semjon Bytschkow.
Sein Debüt als Operndirigent gab er 1995 mit Benjamin Brittens Let’s Make an Opera in Vorarlberg. Von 1997 bis 1999 war er Kapellmeister an der Volksoper Wien und dirigierte dort unter anderem die Urfassung von Boris Godunow. Von 1999 bis 2002 war Kirill Petrenko Generalmusikdirektor der Meininger Hofkapelle am Meininger Theater. 2001 hatte er hier die musikalische Leitung des von Christine Mielitz inszenierten Ring des Nibelungen von Wagner, der in der Ausstattung von Alfred Hrdlicka erstmals an vier aufeinanderfolgenden Abenden stattfand und Petrenko international bekannt machte.
Es folgten ab 2001 die Debüts an der Wiener Staatsoper (Die Zauberflöte), am Royal Opera House Covent Garden (Madama Butterfly), der Pariser Opéra National (Don Giovanni), der New Yorker Metropolitan Opera (Die lustige Witwe), Liceu Barcelona (Pique Dame), an der Bayerischen Staatsoper (Pique Dame), an der Oper Frankfurt (Chowanschtschina), beim Maggio Musicale Fiorentino (Eugen Onegin) und an der Sächsischen Staatsoper Dresden (Lady Macbeth von Mzensk).
Von 2002 bis 2007 war Kirill Petrenko Generalmusikdirektor an der Komischen Oper Berlin. Mit Platz 2 in der Kategorie „Dirigent des Jahres“ – nach Pierre Boulez –, einer Auszeichnung der Zeitschrift Opernwelt (2005), wurde Kirill Petrenko nach seiner dritten Saison an der Komischen Oper Berlin gewürdigt. 2007, 2009, 2014, 2015, 2020, 2022 und 2023 wurde Petrenko von der Zeitschrift Opernwelt zum Dirigenten des Jahres gewählt.
Es folgten Einstudierungen von Jenůfa 2009 an der Bayerischen Staatsoper und unmittelbar daran anschließend von Hans Pfitzners Oper Palestrina in der Regie von Harry Kupfer an der Oper Frankfurt. Die geplante Leitung der Lady Macbeth von Mzensk an der Wiener Staatsoper im Oktober 2009 sagte Petrenko kurzfristig ab; im Mai 2010 übernahm er aber an diesem Haus eine Serie von Eugen-Onegin-Aufführungen an Stelle des erkrankten Seiji Ozawa. 2011 dirigierte er an der Oper Frankfurt am Main Tosca in einer Neuinszenierung von Andreas Kriegenburg, im März 2012 an der New Yorker Met eine Serie von Aufführungen von Mussorgskis Chowanschtschina in der Inszenierung von August Everding aus dem Jahr 1985 mit einer internationalen Übertragung am 17. März.
Parallel zu seiner Opernkarriere dirigierte Petrenko unter anderem die Berliner Philharmoniker, das Concertgebouw-Orchester, das Cleveland Orchestra, das Bayerische Staatsorchester, das London Philharmonic Orchestra, das Israel Philharmonic Orchestra, das Symphonieorchester des Bayerischen Rundfunks, die Philharmoniker Hamburg, das Frankfurter Opern- und Museumsorchester, WDR Rundfunkorchester Köln, das NDR Sinfonieorchester Hamburg, das Radio-Symphonieorchester Wien und die Wiener Symphoniker.
Die Bayerische Staatsoper in München berief Petrenko zur Spielzeit 2013/2014 als Generalmusikdirektor. Dieses Amt erfüllte er bis Sommer 2020. Von 2013 bis 2015 leitete Petrenko bei den Bayreuther Festspielen Wagners Ring des Nibelungen.
Am 22. Juni 2015 wurde Petrenko von den Berliner Philharmonikern zu ihrem Chefdirigenten gewählt; am 19. August 2019 trat er dort die Nachfolge von Sir Simon Rattle an. Nach seinem Antrittskonzert in der Philharmonie Berlin am 23. August 2019 mit Beethovens 9. Sinfonie als Hauptwerk dirigierte er diese am Tag darauf zum Einstand für die Berliner Bevölkerung auf der Fanmeile kostenlos vor dem Brandenburger Tor.

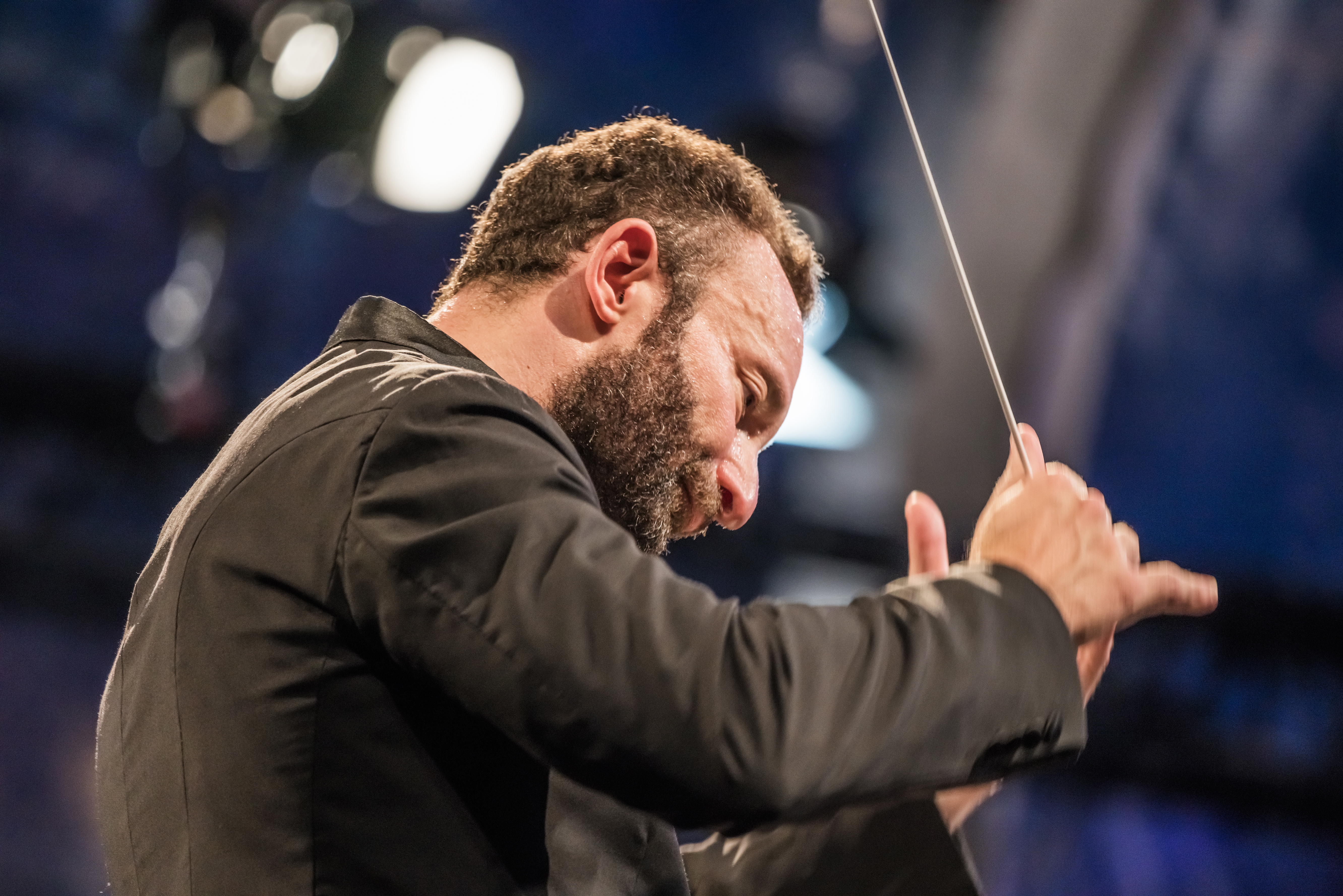
Konzert vor dem Brandenburger Tor (2019)
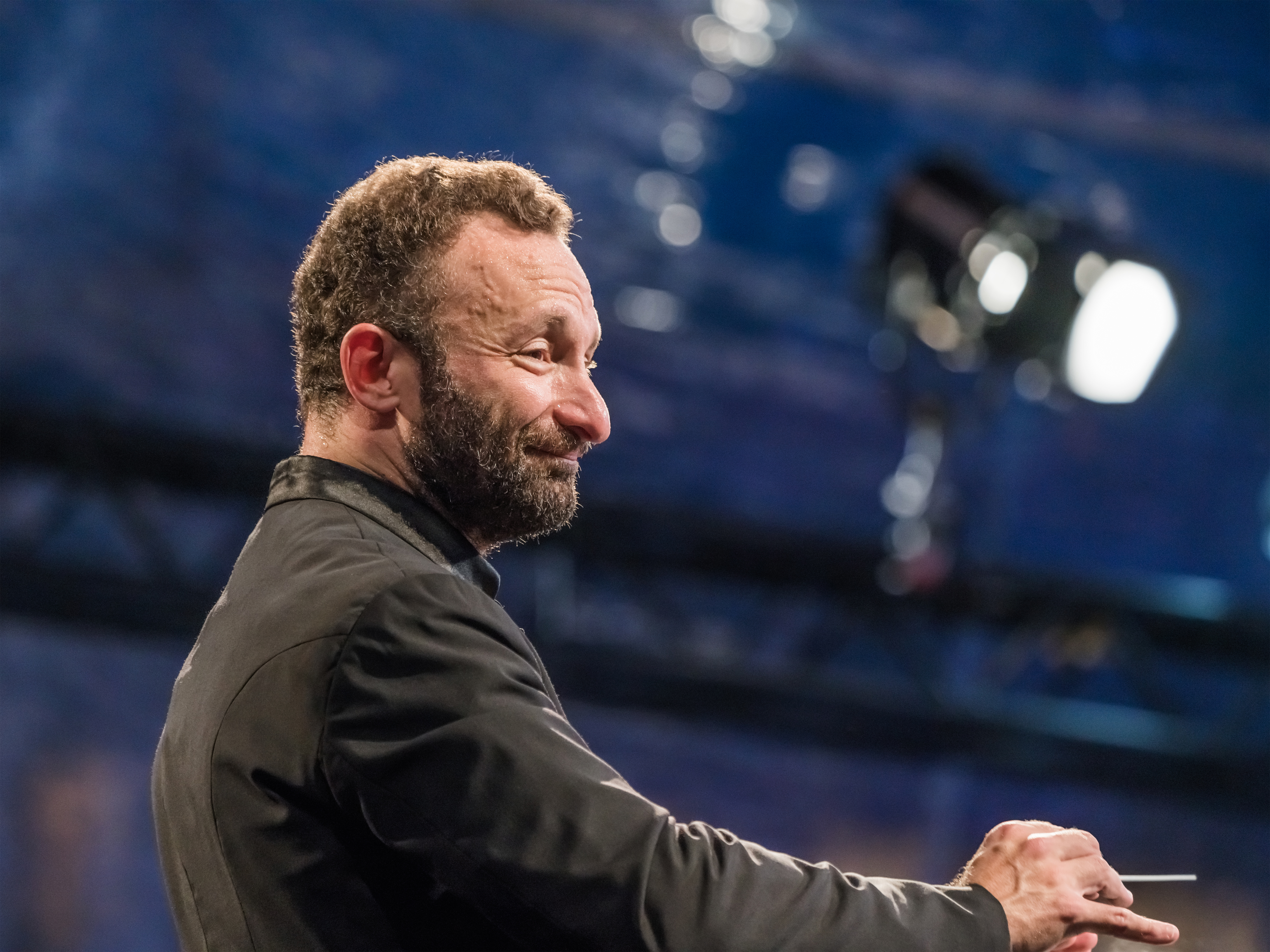
Konzert vor dem Brandenburger Tor (2019)
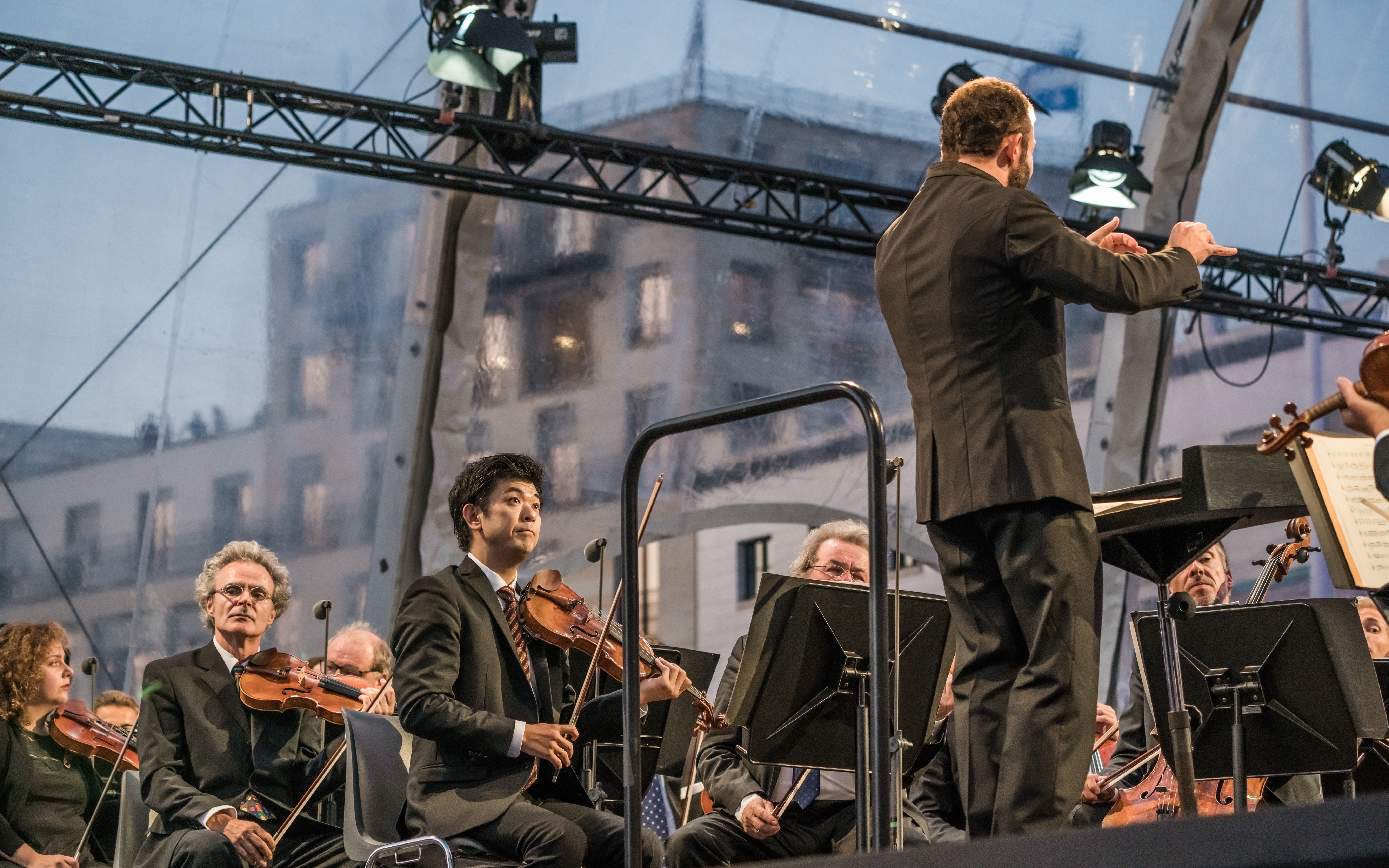
Konzert vor dem Brandenburger Tor (2019)

Als Reaktion auf den russischen Überfall auf die Ukraine seit dem 24. Februar 2022 zeigte sich Petrenko mit der Ukraine solidarisch und verurteilte den „heimtückische[n] und völkerrechtswidrige[n] Angriff Putins auf die Ukraine“ als „ein Messer in den Rücken der ganzen friedlichen Welt“.

## Diskografie
- Josef Suk: Asrael-Symphonie op. 27. CPO 2002
- Johannes Brahms: Klavierkonzert Nr. 1 d-Moll op. 15 (Solist: Gottlieb Wallisch). ORF 2002
- Josef Suk: Ein Sommermärchen op. 29. CPO 2004
- Josef Suk: Lebensreife op. 34. CPO 2006
- Sergei Rachmaninow: Klavierkonzert Nr. 2 op. 18. Channel 2008
- Hans Pfitzner: Palestrina. Oehms 2012
- Alban Berg: Lulu (DVD/Blu-ray). Bel Air 2017
- Peter Tschaikowski: Symphonie Nr. 6. BPHR 2019
- Beethoven/Tschaikowski/Schmidt/Stephan. BPHR 2020
- Gustav Mahler: Symphonie Nr. 7. Bayerische Staatsoper Recordings 2021
- Erich Wolfgang Korngold: Die tote Stadt (DVD/Blu-ray). Bayerische Staatsoper Recordings 2021

## Auszeichnungen
- 2013: Stern des Jahres der Münchener Abendzeitung in der Kategorie „Dirigent“[19]
- 2014: International Opera Award, Dirigent des Jahres
- 2021: Bayerische Staatsoper, Ehrenmitglied
- 2022: Opus Klassik in der Kategorie Operneinspielung für Korngold: Die tote Stadt mit dem Bayerischen Staatsorchester[20]
- 2007, 2009, 2014, 2015, 2020, 2022 und 2023: „Dirigent des Jahres“ in der Kritikerumfrage der Zeitschrift Opernwelt